# AKM
AKM(러시아어: Автомат Калашникова Модернизированный; АКМ)은 미하일 칼라시니코프가 발명한 돌격소총이다. AK-47 총기의 개량형이다. 1959년부터 제식채용되었으며, 지금은 AK-74가 제식소총이지만 AKM의 많은 생산으로 아직도 많은 곳에서 사용중이다.

## AK-47과의 차이점
- 경사형 소염기

AK-47과 AKM을 구분할 수 있는 가장 쉬운 방법 중 하나이다. AK-47의 경우 총구에 소염기 및 소음기 장착용 나선형 홈이 존재했으나, 보호용 덮개를 달았다. 반면 AKM에서는 극초기 생산품을 제외하고 경사형 소염기가 장착되었다. 경사형 소염기의 특성상 컴펜세이터에 더 가깝기 때문에 화염 분산보다는 총구들림에 의한 반동 제어에 월등한 효과가 발휘되는 데다, 사격하는 사람을 기준으로 보았을 때 약간 왼쪽으로 틀어져서 장착되어 사격 시 오른쪽 위로 반동이 발생하는 것이 억제된다. 이로 인해 무게가 줄어들었음에도 반동도 같이 줄어들었다.
- 리시버의 홈

AKM은 탄창엄치 앞에 깊은 타원형의 홈이, AK-47은 직사각형 홈(type 2,3)이 있거나 노리쇠 홈에 ㄴ자 요철(Type 1)이 있다.
- 개머리판

고정식 목재 개머리판의 경우 AK-47의 개머리판은 총 본체와 아래쪽으로 경사지게 결합되어있었으나, AKM의 개머리판은 총 본체와 거의 수평으로 결합, 개머리판의 높이가 총열의 위치와 동일해서 반동제어에도 도움이 된다. AKMS 접이식 개머리판 역시 이 점은 동일하다.
- 개머리판과 총몸 사이

개머리판과 총몸 사이의 기울기도 AK-47의 초기형(Type 1)처럼 수직으로 회귀했다. 그런데 AKS-74U, AK-74M, AK-103 등 일부 수출형 AK 시리즈에서는 개머리판과 총몸 사이의 각도가 후기형(Type 3)처럼 미묘하게 기울어져 있는데 이는 접철식 개머리판을 부착하기 위해 새로 설계한 개량판인 것으로 추정된다.
- 더스트 커버

갈빗대 모양의 돌기가 추가되었다. AK-74M에선 돌기가 없는 더스트커버로 회귀한다.
- 권총 손잡이

파지의 편의를 위해 손잡이에 돌기문양이 새겨졌다.
- 총몸 홈

탄창 삽입구 위쪽 총몸에 패인 홈이 긴 직사각형에서 짧은 타원형으로 변경되었다.
- 핸드가드

하부 핸드가드에 파지와 반동제어의 편의를 위하여 돌기가 추가되었다.
- 가늠자

가늠자에 표시된 거리조절기가 800M에서 1000M로 늘어났다. 
- 가늠쇠

가늠쇠가 조금 좁아졌다.
- 가스배출구

가스배출구가 가스 튜브 중간에서 앞쪽 가스 블록 쪽으로 옮겨졌다.
- 노리쇠

노리쇠 뭉치 형태가 자동 사격시 평형 반동 제어를 위해 변형되어 무게가 가벼워졌고, 노리쇠 폐쇄 시 노리쇠에 충격이 오른쪽에 가해지는 기존 AK-47과 달리 노리쇠 왼쪽에 가해지도록 변경되었다. 그러나 AK-47과 호환은 가능하다.
- 공이치기 지연 장치

AKM에는 공이치기 지연 장치가 설치되어 공이치기의 움직임을 수 밀리초 정도 지연시키는데, 이것이 노리쇠의 왕복 시 안정성을 증가시킴으로써 연사속도에는 거의 영향을 주지 않으면서도 작동 신뢰성과 명중률을 향상시키게 된다.
총열
AK-47의 총열은 나사로 고정되었지만, AKM의 총열은 무두못으로 고정된다.

## 변형
- AKMS
- AKMP
- AKML
- AKMLP
- AKMSP
- AKMSU
- AKMSN
- AKMSNP

## 같이 보기
- AK-47
- AK-74
- AK-101
- AK-102
- AK-103